# EC Panthers Frohnleiten
Der EC Panthers Frohnleiten ist ein Eishockeyclub der Stadtgemeinde Frohnleiten in der Steiermark. 1992 wurde der Eishockeyclub Black Panthers Frohnleiten gegründet und 1998 meldete sich der Verein beim ÖEHV und StEHV als ordentlicher Club an. Seit der Saison 2014/2015 spielt der Club in der steierischen Eliteliga, der dritthöchsten Eishockeyliga Österreichs. Seit Beginn der Saison 2015/2016 gibt es einen neuen Vorstand und für die derzeitige Saison 2016/2017 wurde der Verein durch viele neue Spieler weiter gestärkt. Der Verein schaffte in der Saison 2016/17 den Einzug ins Play-off.

## Geschichte
Die Ungersdorfer Murkanadier und die Laufnitzdorfer Murgeiger waren die zwei Urzellen des Frohnleitener Eishockey seit dem Ende der 50er Jahre. Diese beiden Vereine schlossen sich zusammen und eine einheitliche Mannschaft war geboren. Dem damaligen Kader gehörten über 20 Spieler, darunter auch Baron Franz Mayer-Melnhof an. Ein Frohnleitener Legionär namens Manfred Koller spielte damals bereits beim GSV (Grazer Sportverein) und ein zweiter sollte ihm bald folgen: Wolfgang Graf beim ATSE.
Der Club übersiedelte auf den Natureislaufplatz in der Schönau, einem Ortsteil Frohnleitens. Zu dieser Zeit wurde der Sprung in die steirische Landesliga gewagt. Dieser gehörten folgende Mannschaften an: Kapfenberg SV, Weiz, Bruck/Mur, Mariazell, Eisenerz, Zeltweg und Frohnleiten.
Nach der Landesligazeit fusionierten der SEC (Schönauer Eishockeyclub) und der Stammtisch Weissenbach zu einem Wilder Verein, bis am 10. April 1992 der „EC Frohnleiten Black Panthers“ als ordentlicher Verein angemeldet wurde (Beitritt zum ÖEHV und StEHV im Jahre 1998). Seit der Fertigstellung der Eishalle in Frohnleiten ist der Verein hier ansässig.
Die Führung des Vereins schaffte es, durch die ausgezeichnete Arbeit und dem professionellen Management, den Höhenflug der Panther in der Landesliga und den Aufstieg in die Steirische Eliteliga zu schaffen. Ab der Saison 2008/09 nannte sich der Verein "EC Dylan Panthers Austria". Durch den Einstieg des Hauptsponsors Dylan Austria GmbH, mit dem Hauptsitz in den Niederlanden, war eine Namensänderung verbunden. Nach Abgang des Hauptsponsors heißt der Club seit Saison 2012/13 "EC Panthers Frohnleiten".
Ab der Saison 2015/16 übernahm Karl Edler als Obmann mit Gerhard Hain als Vize das Ruder. Präsident des Vereins ist Richard Austin.

## Kampfmannschaft
Seit der Saison 2014/15 spielt der Verein wieder in der steirischen Eliteliga unter dem Trainer Bernd Jäger. In dieser Saison nahmen fünf Mannschaften in der Liga teil. Neben Frohnleiten auch: EV Zeltweg 2010, EC ATSE Graz, EC Bulls Weiz und Kings Leoben. In 16 Spielen konnten die Panthers drei Spiele gewinnen, eins davon in der Overtime. Die Truppe aus Frohnleiten musste sich um einen Punkt gegen Weiz geschlagen geben und konnte nicht ins Play-off einziehen.
Nachdem in der Saison 2015/16 die Mannschaft EC Rattlesnakes aus der steirischen Landesliga in die Eliteliga wechselte zählt die Liga nun sechs Mannschaften. In 20 Spielen konnten die Panthers aus Frohnleiten einen Sieg und zweimal Punkte aus der Overtime holen. Am Ende der Saison sind es dennoch nur fünf Punkte und die Mannschaft ist klar abgeschlagen das Schlusslicht der Tabelle.
Das Ziel des Jahres war das Erreichen des Play-offs, dies war auf Grund der vielen qualitativ hochwertigen neuen Spieler auch ein realistisches Ziel, welches man schließlich auch erreichte. Der Eliteliga ist ein weiterer Verein beigetreten, der Kapfenberger Sportverein: Sektion Eishockey (KSV). Der Verein spielte die vorherige Saison noch eine Liga höher in der Alps Hockey League.
Zum ersten Mal konnte sich der Verein für die Qualifikationsrunde der steirischen Eliteliga qualifizieren. Der Gegner im Halbfinale ist der KSV. Kapfenberg war der haushohe Favorit in diesem Duell. Die Serie endete 3-1 für Kapfenberg. Frohnleiten bleib die einzige Mannschaft, welche den KSV in der regulären Spielzeit schlagen konnte.
In der Eliteliga gibt es mit den Graz 99ers Juniors einen neuen Verein. Die LE Kings nehmen jedoch in dieser Saison nicht am Ligabetrieb teil. Das Eröffnungsspiel haben die Panthers am 23. September 2017 in der Eishalle Liebenau gegen die Graz 99ers Juniors.

## Nachwuchs
Seit mehreren Jahren gibt es ein völlig neues Trainerteam im Nachwuchsbereich. Als Headcoach fungiert Jürgen Bedits, ihm zur Seite stehen Philipp Hanschel, Christopher Egger, Manuel Laritz, sowie Mario Lechner als Tormanntrainer. Neben dem Eishockeytraining betreibt der Club auch eine Eislaufschule für Kinder jeden Alters. Der Nachwuchs spielt oft bei steirischen Turnieren, wie bei dem Bambini-Cup der Eishalle Liebenau in Graz mit. Seit der Saison 2016/17 spielt der Nachwuchs in der steirischen U11-Liga. 
Seit der Saison 2010/11 ist Bernd Jäger der Head Coach der Frohnleiten Panthers. Jäger spielte von 2000 bis 2006 in der EBEL bei den Grazer 99ers, den Vienna Capitals und den Black-Wings Linz. In der Saison 2003/04 gewann er mit den Vienna Capitals den österreichischen Meistertitel.